# Орша (Совєтський район)
Орша́ (рос. Орша, марій. Ӧрша) — село у складі Совєтського району Марій Ел, Росія. Входить до складу Вятського сільського поселення.

## Населення
Населення — 423 особи (2010; 449 у 2002).
Національний склад (станом на 2002 рік):
- марі — 71 %